# هوارد ستارك
هوارد ستارك (بالإنجليزية: Howard Stark)‏ هو لاعب كرة قدم أمريكية أمريكي، ولد في 20 ديسمبر 1896 في ميلواكي في الولايات المتحدة، وتوفي في 13 مارس 1981 في ناشوتا في الولايات المتحدة.